# Lee Grant (fotbollsspelare)
Lee Anderson Grant, född 27 januari 1983, är en engelsk före detta fotbollsmålvakt.

## Karriär
Den 31 augusti 2016 lånades Grant ut till Stoke City som ersättare till skadade Jack Butland. Den 24 september 2016 debuterade Grant i Premier League i en 1–1-match mot West Bromwich Albion. Den 4 januari 2017 värvades Grant av Stoke City, där han skrev på ett 2,5-årskontrakt.
Den 3 juli 2018 värvades Grant av Manchester United, där han skrev på ett tvåårskontrakt. Den 5 mars 2020 förlängde Grant sitt kontrakt i klubben fram till slutet av säsongen 2020/2021. Den 2 juli 2021 förlängde han sitt kontrakt i klubben med ett år.